# Elecciones al Congreso de los Diputados de abril de 2019 (Zamora)
Las elecciones al Congreso de los Diputados de 2019 se celebraron en la Provincia de Zamora el domingo 28 de abril, como parte de las elecciones generales convocadas por Real Decreto dispuesto el 4 de marzo de 2019 y publicado en el Boletín Oficial del Estado el día siguiente. Se eligieron los 3 diputados del Congreso correspondientes a la circunscripción electoral de Zamora, mediante un sistema proporcional (método d'Hondt) con listas cerradas y un umbral electoral del 3%.

## Resultados
Los comicios depararon 1 escaño al Partido Popular al Partido Socialista Obrero Español y a Ciudadanos
| Candidatura                                            | Candidatura                                            | Votos   | %                                       | Escaños                                 |
| ------------------------------------------------------ | ------------------------------------------------------ | ------- | --------------------------------------- | --------------------------------------- |
|                                                        | Partido Socialista Obrero Español (PSOE)               | 34 357  | 31,28                                   | 1                                       |
|                                                        | Partido Popular (PP)                                   | 32 511  | 29,60                                   | 1                                       |
|                                                        | Ciudadanos-Partido de la Ciudadanía (Cs)               | 18 625  | 16,96                                   | 1                                       |
| Vox (Vox)                                              | Vox (Vox)                                              | 12 809  | 11,66                                   | 0                                       |
| Unidas Podemos (Podemos-IU-Equo)                       | Unidas Podemos (Podemos-IU-Equo)                       | 9115    | 8,30                                    | 0                                       |
| Partido Animalista Contra el Maltrato Animal (PACMA)   | Partido Animalista Contra el Maltrato Animal (PACMA)   | 558     | 0,51                                    | 0                                       |
| Partido Regionalista del País Leonés (PREPAL)          | Partido Regionalista del País Leonés (PREPAL)          | 393     | 0,36                                    | 0                                       |
| Recortes Cero-Grupo Verde (R0-GV)                      | Recortes Cero-Grupo Verde (R0-GV)                      | 141     | 0,13                                    | 0                                       |
| Por un Mundo Más Justo (PUM+J)                         | Por un Mundo Más Justo (PUM+J)                         | 137     | 0,12                                    | 0                                       |
| Partido Comunista de los Trabajadores de España (PCTE) | Partido Comunista de los Trabajadores de España (PCTE) | 113     | 0,10                                    | 0                                       |
| Votos válidos                                          | Votos válidos                                          | 108 759 | 100,00                                  | 3                                       |
| Votos nulos                                            | Votos nulos                                            | 1655    | Participación: · \| \| 74,80 % \| 3,85% | Participación: · \| \| 74,80 % \| 3,85% |
| Votantes                                               | Votantes                                               | 111 476 | Participación: · \| \| 74,80 % \| 3,85% | Participación: · \| \| 74,80 % \| 3,85% |
| Electores                                              | Electores                                              | 149 293 | Participación: · \| \| 74,80 % \| 3,85% | Participación: · \| \| 74,80 % \| 3,85% |
|                                                        | 74,80 %                                                |         |                                         |                                         |

## Diputados electos
Relación de diputados electos:
| N.º | Nombre                           | Lista | Lista |
| --- | -------------------------------- | ----- | ----- |
| 1   | María del Mar Rominguera Salazar |       | PSOE  |
| 2   | María Isabel Blanco Llamas       |       | PP    |
| 3   | José Antonio Bartolomé Cachón    |       | Cs    |